# Marie Kreuzer
Marie Katharina Kreuzer, geschiedene Barnay (geb. 11. März 1839 in Salzburg; gest. 7. Januar 1904 in Ulm), war eine österreichische Opernsängerin (Sopran). Sie war eine Tochter des Hofoperntenors Heinrich Kreuzer und der Sängerin Amalie Kreuzer. Aus dieser Ehe gingen insgesamt fünf Kinder hervor:  Rudolph (* 6. Febr. 1836 in Laibach), Caesar (* 9. Juli 1854 in Köln), Sebastian (* 26. November 1842 in Mannheim) und Elise Stephanie Kreuzer (1845–1936), die den Fürstensohn Paul von Thurn und Taxis heiratete und ebenfalls Sängerin wurde.

## Leben und künstlerische Karriere
Marie Kreuzer wurde vermutlich von ihrem Vater ausgebildet und hatte ihr Bühnendebüt 1855 in Ödenburg. In der Spielsaison 1856/57 hatte sie ein Engagement am Stadttheater Augsburg, gefolgt von Engagements am Hoftheater Detmold (1857/58), am Stadttheater zu Stettin (1858/59), am Deutschen Theater Budapest (1859/60), am Theater von Brünn (1860/61), am Landestheater Graz (1861–1863) und am Stadttheater Mainz (1863/64).
1864 heiratete sie den Schauspieler und Theaterleiter Ludwig Barnay. Aus der Ehe gingen drei Töchter hervor, von denen nur die 1872 in Frankfurt am Main geborene Charlotte, später als „Lolo Barnay“ eine erfolgreiche Berliner Malerin und Sängerin, das Erwachsenenalter erreichte. Die Ehe wurde später geschieden.
Es folgten weitere Engagements am Thalia-Theater in Graz (1864/65) und von 1863 bis 1867 wieder in Mainz. Von 1868 bis 1870 gehörte sie zum Ensemble des Weimarer Hoftheaters. Von 1873 bis 1875 wurde sie am Frankfurter Opernhaus engagiert.
In zweiter Ehe war sie mit dem Schauspieler und Regisseur Heinrich Robert verheiratet, der damals das Stadttheater Ulm leitete. Dort trat sie noch gelegentlich unter dem Namen „Marie Robert-Kreuzer“ auf.